# La toeletta
La toeletta (La toilette) è un dipinto del pittore francese Jean-Frédéric Bazille. Lo terminò pochi mesi prima della sua morte nei campi di battaglia della guerra franco-prussiana nel 1870. Dal 1918, il dipinto fa parte della collezione del museo Fabre di Montpellier.

## Descrizione
Bazille volle partecipare al Salone di Parigi del 1870 con La toeletta. Sperava di impressionare la giuria capeggiata dall'orientalista Jean-Léon Gérôme con questa scena, presumibilmente ambientata in un harem turco, che, tuttavia, alla fine non venne ammessa, forse perché venne trascurata. Bazille lavorò a questo quadro dal dicembre del 1869 al marzo del 1870. In una lettera alla madre di questo periodo, egli scrisse che aveva assunto una "modella incantevole" ma molto cara (qui va me coûter les oreilles, letteralmente "che mi costerà le orecchie") e una "negra superba". Probabilmente la ragazza a destra, con un vestito a strisce contemporaneo è Lise Tréhot, l'amante del collega e amico Renoir e modella abituale in quel periodo. Si pensa che Lise avesse già posato per Bazille per il dipinto Donna in costume moresco del 1869.
Una donna giovane e snella, dai lunghi capelli castani dorati, si siede nuda e distratta, con una coscia coperta da un panno o un asciugamano che le ricade sulla gamba, senza prestare attenzione alle domestiche ai suoi lati. Queste la stanno vestendo dopo un bagno, oppure la stanno spogliando per farne uno. Quella a sinistra è nera, indossa solo un turbante giallo e una veste rigata dalla vita in giù e la aiuta, in ginocchio, con le scarpe verdi. L'altra a destra è in piedi, ha la pelle bianca e i capelli neri legati da un nastro sottile dello stesso colore e tiene in mano un panno nero con dei fiori. Nel dipinto colpisce in modo particolare la resa virtuosa dei diversi tessuti, così come le pellicce sopra il sofà e sul pavimento e il tappeto orientale della parete. Uno studio preparatorio si trova nella galleria d'arte di Washington, negli Stati Uniti d'America.
Ancora incompiuto, questo dipinto si può vedere nella parete dello studio dell'artista in un'altra sua opera, L'atelier di Bazille. Sono diversi i quadri ai quali Bazille si ispirò per La toeletta, come lo Sposalizio mistico di santa Caterina del Veronese, che si trova a Montpellier e nel quale uno dei personaggi principali assume la stessa posizione accovacciata della domestica nera. Inoltre, la Betsabea con la lettera di David di Rembrandt, che era stata lasciata in eredità al Louvre nel 1869, aveva ricevuto una grande attenzione da parte dei critici d'arte. Tuttavia, sembra che il pittore sia stato influenzato soprattutto dalle scene degli harem di Delacroix, delle quali Donne di Algeri nei loro appartamenti è l'esempio più noto. Sia il Louvre che il museo Fabre possiedono una versione di quest'opera. La toeletta fa anche riferimento all'Olympia di Manet, dove una donna bianca ignuda è assistita da una domestica nera, anche se il quadro di Bazille è meno frontale. Questa connessione con Manet è anche una spiegazione possibile del rifiuto da parte della giuria del Salone.